# 大高未貴
大高 未貴（おおたか みき、1969年〈昭和44年〉 - ）は、日本のジャーナリスト。

## 来歴
東京都出身。1987年、茗溪学園中学校・高等学校卒業。フェリス女学院大学卒業。就職活動では、「世界の旅人」の夢を忘れず、客室乗務員、旅行会社を受験した結果、株式会社ディスカバー・ザ・ワールド・マーケティングに就職。会社員時代の入社半年後、トルコ、イスラエル研修旅行でパレスチナ問題に遭遇し、ジャーナリストを志し、1年で旅行代理店を退社。
伝手を辿って大手広告会社系列シンクタンクに入社したが、雑用ばかりでモチベーションが下がっていた時に、25歳が年齢制限だったミス日本に応募し、1994年度ミス日本 国際親善を受賞。1993年にイスラエル、トルコの国際親善の仕事をこなし、その後、滞在期間を延ばして自費でパレスチナガザ地区を取材し、ダメ元でPLOのアラファト議長に取材を申し込み、「日本のミスになんて、めったに会えないだろうから」と快諾し取材に成功した。その後、インドではガンデンポタンのダライ・ラマ14世、カルマパ17世へのインタビューが成功。それがキッカケとなり1995年に「SAPIO」にてジャーナリストデビューとなった。
1998年にアフガニスタン問題でターリバーン全盛のカーブル単独潜入し、『文藝春秋』、『AERA』等に潜入ルポを発表。その後も、世界100か国以上を取材で訪れ、アフリカでは「緑の革命」でノーベル平和賞を受賞したノーマン・ボーローグなどにインタビューする。
それと並行して、2004年4月の日本文化チャンネル桜開局以降から、2017年3月迄メイン番組のキャスターを務めていた。
プライベートでは、2010年9月3日に結婚し、2011年第1子を出産。

## エピソード

### 慰安婦問題
慰安婦問題では国内外で取材をおこない、夕刊フジ、正論等に寄稿。2013年5月28日に行われた新しい歴史教科書をつくる会主催の集会では、「フェミニストたちが元慰安婦のおばあちゃんたちを引き回して政治の場でさらしものにしていることこそ、女性の人権侵害ではないか」と主張した。
週刊文春2014年4月10日号にて大高が執筆した「慰安婦『調査担当』韓国人教授が全面自供!」と言う見出しの、安秉直ソウル大学名誉教授インタビューの内容を掲載。
その後、インタビューを受けた安が民事訴訟を起こそうとしたが、文教大学文学部教授の山下英愛が安からの依頼で、大高の記事への反論文を自身のTwitterに掲載したところ、これを大高が山下による捏造であるとの主張を展開し、インターネット上でも誹謗中傷にさらされるなど、名誉を傷つけられたとして、600万円の損害賠償などを求める訴訟を起こした
この訴訟は大高と山下の間の訴訟のため、原告である山下は番組を放送した日本文化チャンネル桜を被告に指定して無かったので、大高の担当弁護士に当該動画（【魔都見聞録】大高未貴vs山下英愛、一体どちらが吉田清治なのか？[桜H26/5/15]）の削除を求め、チャンネル桜は求めに応じて削除をした。後に出版された「週刊金曜日」2018年5月11日号にて「「チャンネル桜」が該当動画削除 「慰安婦」問題で名誉毀損」と言う、被告人になっていないチャンネル桜が関連した様な見出しが付けられていた。
また、裁判は結審したが、裁判を支援していたチャンネル桜支援者に対して報告せずに、2018年5月25日配信した大高が隔週レギュラー出演している『真相深入り!虎ノ門ニュース』の番組内で報告した。

## 著作
- 『シルクロードがむしゃら紀行―女ひとり一万キロ』新潮社、2001年。ISBN 4104429015。大高美貴・名義
- 『神々の戦争』小学館、2001年。ISBN 4093804516。
- 『冒険女王 ―女ひとり旅、乞食列車一万二千キロ!』幻冬舎文庫、2003年。
- 『冒険女王奮闘記 ―あー、世界は広い!』北星堂書店、2004年。ISBN 4344404610。
- 『国々の公―世界ありのまま見聞録』幻冬舎、2005年。ISBN 4344010248。
- 『アフリカに緑の革命を!―ニッポンNPO戦記』徳間書店、2008年。ISBN 4198625158。
- 『世界エトランゼ街道 魔都の封印を解け!』防衛弘済会、2008年。ISBN 4903749045。
- 『日韓“円満”断交はいかが？ ― 女性キャスターが見た慰安婦問題の真実』ワニプラス、2014年。ISBN 4847065484。
- 『「強欲チャンプル」沖縄の真実―すべては“軍命による集団自決"から始まった』飛鳥新社、2015年。ISBN 978-4864103732。
- 『ISISイスラム国 残虐支配の真実』双葉社、2015年。ISBN 978-4575309119。
- 『父の謝罪碑を撤去します 慰安婦問題の原点「吉田清治」長男の独白』産経新聞出版、2017年。ISBN 978-4819113120。
- 『「反日謝罪男と捏造メディア」の正体』ワック〈新書判〉、2020年。ISBN 4898318177。
- 『捏造メディアが報じない真実　習近平のジェノサイド』ワック〈新書判〉、2021年。ISBN 4898318371。
- 『「日本」を「ウクライナ」にさせない！　中露の静かなる侵略に気づかない日本』ワック〈新書判〉、2022年。ISBN 4898318746。
- 『「ジャパンズ・ホロコースト」解体新書　日本を貶めるグローバル・ユダヤ団体との歴史戦』ビジネス社、2024年。ISBN 978-4828426556。

## 出演番組

### テレビ
- 朝まで生テレビ!（テレビ朝日） - 2007年2月23日
- たかじんのそこまで言って委員会 （読売テレビ） - 2009年4月5日、2014年5月11日
- ビートたけしのTVタックル（テレビ朝日） - 2014年5月12日
- 激論!コロシアム 〜これでいいのか?ニッポン〜（テレビ愛知） -  2013年12月14日、2014年9月6日
- モーニングCROSS（TOKYO MX） - 2016年7月5日
- 真相深入り!虎ノ門ニュース（DHCシアター） - 2016年11月11日 - コメンテーター（隔週水曜日／レギュラー昇格前に2016年9月6日、2016年9月30日、2016年10月28日にも出演）
- ニュース女子（DHCシアター） - 2016年10月7日、2017年1月20日、3月17日、第120回、2017年8月29日、2018年1月22日
- サンデージャングル[10]（テレビ朝日） - 1999年
- Front Japan 桜（日本文化チャンネル桜） - 2016年4月 - 2017年3月

### インターネット動画配信
- 言論さくら組（言論テレビ）
- 報道特注（文化人放送局）